# NGC 5975
إن جي سي 5975 (بالألمانية: NGC 5975) التي يرمز لها بالرمز NGC 5975، هي مجرة، في كوكبة الحية.

## الاكتشاف
اكتشفت في 19 يونيو 1882، بواسطة إدوارد ستيفان.